# 第50回日劇學院賞
←第49回 - 第50回 - 第51回→
第50回日劇學院賞，針對2006年7月到9月在日本播出的連續劇做出投票與評比。

## 得獎名單

### 最優秀作品賞
1. 熟男不結婚
2. My Boss My Hero
3. 我是主婦

- 讀者票：1.My Boss My Hero；2.熟男不結婚；3.戀愛維他命
- 記者票：1.熟男不結婚；2.My Boss My Hero；3.純情閃耀
- 評審票：1.熟男不結婚；2.My Boss My Hero；3.我是主婦

### 主演男優賞
1. 阿部寬（熟男不結婚）
2. 長瀨智也（My Boss My Hero）
3. 龜梨和也（戀愛維他命）

- 讀者票：1.長瀨智也（My Boss My Hero）；2.阿部寬（熟男不結婚）；3.龜梨和也（戀愛維他命）
- 記者票：1.阿部寬（熟男不結婚）；2.長瀨智也（My Boss My Hero）；3.龜梨和也（戀愛維他命）
- 評審票：1.阿部寬（熟男不結婚）；2.長瀨智也（My Boss My Hero）；3.山田孝之（太陽之歌）

### 主演女優賞
1. 宮崎葵（NHK晨間劇「純情閃耀」）
2. 齊藤由貴（我是主婦）
3. 上戶彩（下北SUNDAYS）

- 讀者票：1.宮崎葵（純情閃耀）；2.篠原涼子（新娘犯太歲）；3.齊藤由貴（我是主婦）
- 記者票：1.宮崎葵（純情閃耀）；2.上戶彩（下北SUNDAYS）；3.米倉涼子（女人心機）
- 評審票：1.齊藤由貴（我是主婦）；2.宮崎葵（純情閃耀）；3.上戶彩（下北SUNDAYS）

### 助演男優賞
1. 田中聖（My Boss My Hero）
2. 及川光博（我是主婦）
3. 西島秀俊（NHK晨間劇「純情閃耀」）

- 讀者票：1.田中聖（My Boss My Hero）；2.瑛太（戀愛維他命）；3.福士誠治（純情閃耀）
- 記者票：1.田中聖（My Boss My Hero）；2.佐藤浩市（戀愛維他命）；3.阿部貞夫（比誰都愛媽媽）
- 評審票：1.及川光博（我是主婦）；2.田中聖（My Boss My Hero）、西島秀俊（純情閃耀）

### 助演女優賞
1. 夏川結衣（熟男不結婚）
2. 澤尻英龍華（太陽之歌）
3. 松下由樹（女人心機）

- 讀者票：1.澤尻英龍華（太陽之歌）；2.夏川結衣（熟男不結婚）；3.新垣結衣（My Boss My Hero）
- 記者票：1.夏川結衣（熟男不結婚）；2.澤尻英龍華（太陽之歌）；3.松下由樹（女人心機）
- 評審票：1.澤尻英龍華（太陽之歌）；2.夏川結衣（熟男不結婚）；3.松下由樹（女人心機）

### 監督賞
1. 三宅喜重、小松隆志、植田尚（熟男不結婚）
2. 佐藤東彌、佐久間紀佳（My Boss My Hero）
3. 堤幸彥、木村尚（下北SUNDAYS）

### 腳本賞
1. 尾崎将也（熟男不結婚）
2. 宮藤官九郎（我是主婦）
3. 大森美香（My Boss My Hero）

### 音樂賞
1. 津留正明、澤野弘之（太陽之歌）
2. 石田勝範（女人心機）
3. 高見優（My Boss My Hero）

### 新人俳優賞
1. 加藤蘿莎（甜心啦啦隊）
2. 黒田知永子（太陽之歌）
3. 前田健（怨屋本舖）

### 片頭賞
1. My Boss My Hero
2. 戀愛維他命

### 特別賞
- こつぶ（熟男不結婚）